# De Prangen
De Prangen is een natuurgebied ten zuidwesten van Liempde, dat beheerd wordt door Staatsbosbeheer.
Het gebied, dat ten zuiden van de Vrilkhovense Akkers ligt, behoorde vanouds tot de buurtschap Vrilkhoven die ten westen van De Prangen ligt. Tegenwoordig is het hiervan afgesneden door de autosnelweg A2. Slechts een fietstunnel vormt de verbinding tussen buurtschap en het natuurgebied, hoewel in Vrilkhoven een straat met de naam De Prangen bestaat, welke echter tegenwoordig doodloopt op de autoweg.
Het gebied, dat lager ligt dan de buurtschap en de akkers, is een kleinschalig cultuurlandschap met weiden die omzoomd worden door houtwallen en populierenlaantjes. De perceeltjes bos in dit gebied bestaan uit loofbomen en zijn betrekkelijk vochtig.
Door het gebied loopt één onverhard pad, dat van de Brukelse Straat naar de Barrierweg het gebied doorloopt. Dit pad is vrij toegankelijk.